# 空知南部広域農道

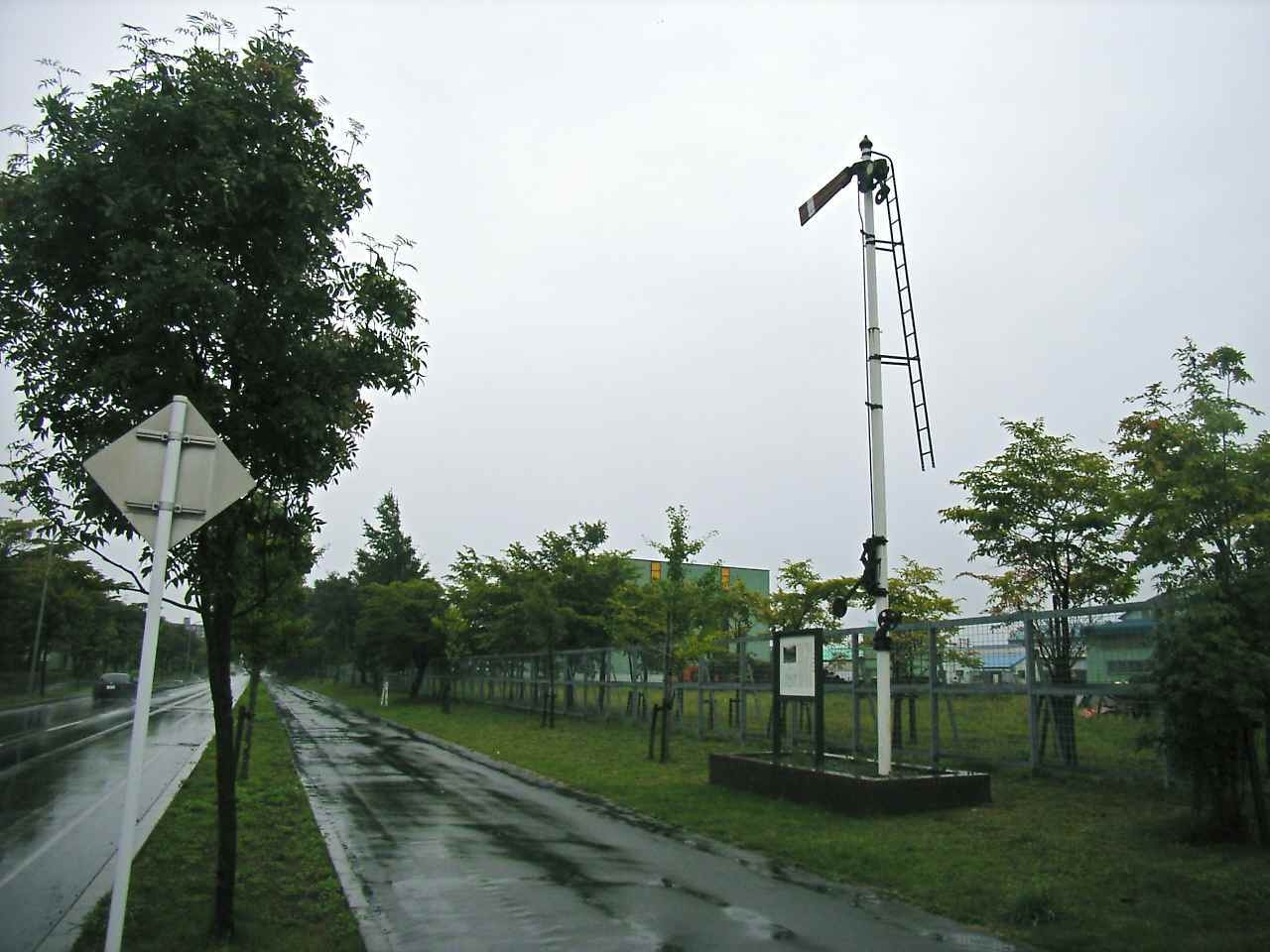
きらら街道に面して設置された夕張鉄道を偲ぶ記念碑・江別市/2007年

空知南部広域農道（そらちなんぶこういきのうどう）は、北海道内の江別市と岩見沢市を結ぶ広域農道である。「きらら街道」の愛称がある。
大部分の区間は、1975年（昭和50年）に廃止された夕張鉄道線の廃線跡を利用して建設されている（北海鋼機前駅 - 北長沼駅間に相当する区間、ただし南幌町中心部は廃線跡から離れている）。北長沼からは廃線跡と分かれ、岩見沢市の栗沢町栗丘に至る。

## 概要
- 起点：北海道江別市東野幌町
- 終点：北海道岩見沢市栗沢町栗丘
- 距離：20.1 km

## 通過する自治体
- 石狩振興局
  - 江別市
- 空知総合振興局
  - 空知郡南幌町
  - 夕張郡長沼町
  - 岩見沢市

## 主な交差道路
- 江別市
  - 鉄東線（江別市道） - 東野幌町（起点）
  - 北海道道46号江別恵庭線 - 上江別
  - 北海道道1056号江別長沼線（枝線） - 上江別
- 南幌町
  - 北海道道1056号江別長沼線 - 南11線西
  - 国道337号・北海道道274号栗沢南幌線 - 栄町4丁目
栄町4丁目 - 緑町1丁目は北海道道274号栗沢南幌線・北海道道1009号長沼南幌線経由
  - 北海道道1009号長沼南幌線・北海道道1080号栗山北広島線 - 緑町1丁目
- 長沼町
  - 北海道道1080号栗山北広島線 - 東1線北
  - 北海道道45号恵庭栗山線 - 東2線北
- 岩見沢市
  - 国道234号 - 栗丘（交差部は立体交差になっており、直接接続はしない）

## 主な橋
- 江南橋（千歳川）
- 長南橋（旧夕張川）
- 長栗大橋（夕張川）

## 沿線の施設
- 夕張鉄道野幌バスターミナル - 江別市東野幌町（起点付近）
- 南幌温泉 - 南幌町南9線西
- 北海道南幌高等学校 - 南幌町元町3丁目
- 長沼町役場北長沼出張所 - 長沼町東1線北（北海道道1080号栗山北広島線沿い）
- 北長沼水郷公園 - 長沼町東2線北

## その他
- 夕張鉄道が運行するバスは、江別市・南幌町境界 - 南幌町中心部においては当道路を経由する。しかし、他の区間ではほとんどこの道路を利用していない。